# Jane Anderson
Jane Anderson – amerykańska scenarzystka i reżyser pracująca głównie dla telewizji. Początkowo zajmowała się aktorstwem.

## Biogram
Dojrzewała w Kalifornii Północnej. Zafascynowana teatrem, porzuciła studia po dwóch latach nauki w college'u i przeniosła się do Nowego Jorku, gdzie pracowała jako aktorka. Na początku lat osiemdziesiątych, po przeprowadzce do Los Angeles, zajęła się pisaniem scenariuszy dla telewizji i filmów.
Jest lesbijką. Wraz ze swoją partnerką, Tess Ayers, wychowuje dziecko – syna Raphaela – w Los Angeles w Kalifornii.

## Nagrody
- Nagroda Emmy
  - 1993: Prawdziwe przygody mamy morderczyni (nagroda za scenariusz do miniserialu)
  - 1999: Dwie matki (nominacje za reżyserię i scenariusz do miniserialu lub filmu telewizyjnego)
  - 2000: Gdyby ściany mogły mówić 2, epizod 1961 (nominacja za scenariusz do miniserialu lub filmu telewizyjnego)
  - 2003: Normalny (nominacja za scenariusz do miniserialu, filmu telewizyjnego lub serialu dramatycznego)